# 日本新生 (NHKスペシャル)
日本新生（にっぽんしんせい）は、NHKのテレビ番組NHKスペシャルで2011年より放送されている討論番組である。

## 概要
日本が新たに生まれ変わるためには何が必要なのかを、各回テーマを決めてスタジオで視聴者を交え討論を行う。
番組の源流はNHKスペシャルで以前放送されたドキュメント「21世紀日本の課題」。これを基として、日本が直面する不況、少子高齢化、学校の安全、自衛隊派遣などの安保問題、国会政情の不安定、就職難といった様々な問題点を洗い出して、有識者・専門家や全国の一般視聴者を交えた市民討論会「日本の、これから」が、2005年度〜2010年度にかけて放送された。このスタイルを踏襲して、2011年度から「変えなきゃにっぽん」というタイトルで4月から放送されるはずだった。
しかし、東日本大震災の影響で、NHKは震災関連の報道・取材に特化した影響で、新シリーズの開始が無期限延期の状態が続いたが、2011年8月より「日本新生」にタイトルを改める形で、長時間の市民討論会を再開することになった。
主に土曜単発枠の第2部（21:00 - 22:15）の枠を中心としているが、放送回によっては第1部（19:30 - 20:45）の枠を含めた3時間近く（実際はニュース中断があるので賞味2時間半前後）の生放送による討論が行われ、スタジオに出席した市民・有識者のほか、視聴者からもメール・ツィッター・ファクスなどで質疑応答に参加する。またこれに付随したルポルタージュのビデオも放映される。
なお、前番組からの流れ（2012年は「日本新生」としての放送はなし。2015年は「戦後70年ニッポンの肖像」の中での特集として放送）で、8月は終戦記念日に関連した特番として、曜日に関係なく8月15日に生放送されている。

## 司会
- 三宅民夫
  - 土曜単発第1部の時間帯はラジオ「絆うた」を担当しており、放送日によってはそれを事前録音で出演する場合がある。
- 守本奈実

## テーマ
特記がないものは21時から22:15（2012年度まで土曜特集第2部）で放送
| 回 | テーマ                                                | 放送日         | 特記事項                                                                                    |
| -- | ----------------------------------------------------- | -------------- | ------------------------------------------------------------------------------------------- |
| 1  | 市民討論 どう選ぶ?わたしたちのエネルギー              | 2011年8月27日  | 土曜特集枠第1・2部を通して放送                                                              |
| 2  | "食の安心"をどう取り戻すか                            | 2011年10月22日 | 同上                                                                                        |
| 3  | 激論"増税" 税から考える 日本のかたち                  | 2011年12月17日 | 土曜特集枠第1部（19:30-20:45）で放送                                                        |
| 4  | 生み出せ! "危機の時代"のリーダー                      | 2012年1月21日  | 土曜特集枠第1・2部を通して放送                                                              |
| 5  | 橋が道路が壊れていく… インフラ危機を乗り越えろ        | 2012年3月31日  | 土曜特集枠第2部で放送                                                                       |
| 6  | "雇用の劣化"を食い止めろ!                             | 2012年6月2日   | 土曜特集枠第1部で放送                                                                       |
| 7  | "死者32万人の衝撃" 巨大地震から命をどう守るのか       | 2012年9月1日   | この日は防災の日であった この回は全編が事前収録であったため、視聴者からの意見募集はなかった |
| 8  | "国際人"がニッポンを救う                              | 2012年10月20日 |                                                                                             |
| 9  | どうする エネルギー政策                               | 2013年2月16日  | 土曜特集枠第1・2部を通して放送                                                              |
| 10 | 仕事と子育て 女のサバイバル2013                       | 2013年4月6日   |                                                                                             |
| 11 | TPP交渉 どう攻める どう守る                           | 2013年4月28日  | 当シリーズ初の日曜日（21:00-22:30）放送                                                     |
| 12 | "観光革命"がニッポンを変える                          | 2013年6月29日  |                                                                                             |
| 13 | 戦後68年 いま"ニッポンの平和"を考える                 | 2013年8月15日  |                                                                                             |
| 14 | 決断間近!どうする消費税増税                           | 2013年9月15日  | 日曜日21:00-22:30放送                                                                       |
| 15 | 熟年サバイバル～年金減額時代を生きる～                | 2013年11月2日  | 19:30-20:45放送                                                                             |
| 16 | ニッポンの若者はどこへ?徹底討論 大人の心配×若者の本音 | 2014年1月11日  | 19:30-20:45放送 高橋みなみが出演                                                            |
| 17 | 日本の医療は守れるか？ ～"2025年問題"の衝撃～         | 2014年5月31日  |                                                                                             |